# Ocotea macrantha
Ocotea macrantha är en lagerväxtart som beskrevs av Van der Werff. Ocotea macrantha ingår i släktet Ocotea och familjen lagerväxter. Inga underarter finns listade i Catalogue of Life.